# Stefan Horneber
Stefan Horneber (* 6. Januar 1986 in Nürnberg, Deutschland) ist ein österreichisch-deutscher Eishockeytorwart, der seit 2012 beim ESV Buchloe spielt.

## Karriere

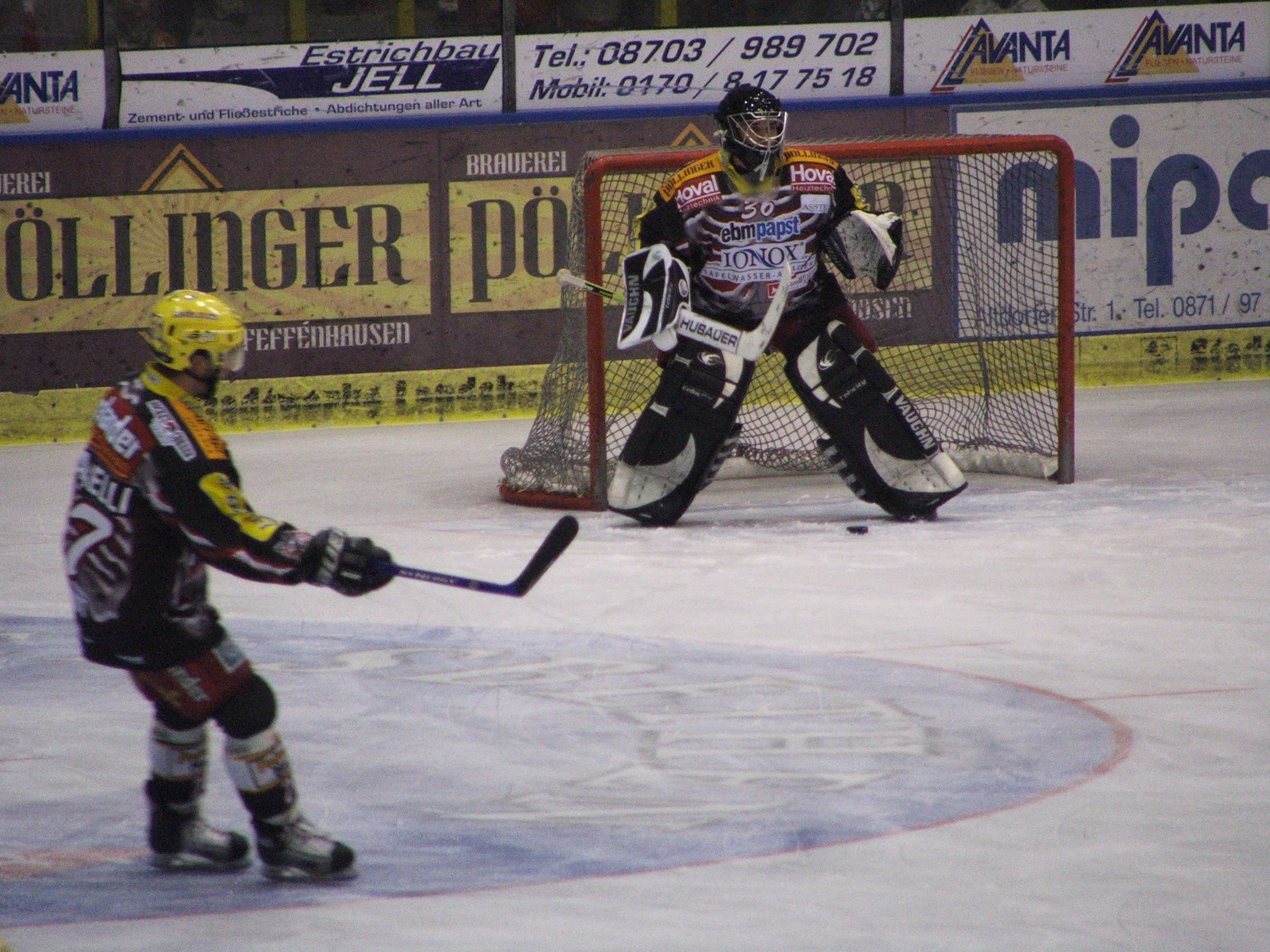
Stefan Horneber im Trikot der Landshut Cannibals

Stefan Horneber startete seine Karriere in Zell am See, einer Nachbarstadt seines Heimatortes Saalfelden, beim dortigen EK Zell am See. Dort durchlief der Goalie zunächst die Jugendmannschaften und erhielt in der Saison 2002/03 zusätzlich erste Einsätze in der Nationalliga, der zweithöchsten österreichischen Spielklasse. Bis 2004 spielte Horneber für Zell am See. Zur Spielzeit 2004/05 wechselte Horneber nach Deutschland zum TSV Erding, für den er zwei Jahre in der Bayernliga aktiv war. Anschließend spielte der Torwart eine Saison bei den Landshut Cannibals in der 2. Bundesliga. Zusätzlich sollte er mit einer Förderlizenz der Straubing Tigers auch in der DEL zu Einsätzen kommen, was aber wegen der von ihm absolvierten Spiele für die U20-Nationalmannschaft Österreichs nicht mehr möglich war.
Zur Spielzeit 2007/08 unterzeichnete Horneber, der sowohl die österreichische als auch die deutsche Staatsbürgerschaft besitzt, einen Vertrag bei den Kölner Haien, bei denen er als Back-up hinter dem ehemaligen Nationaltorhüter Robert Müller fungierte. In seiner ersten Spielzeit in Köln kam Horneber lediglich auf fünf Einsätze, was jedoch durch die Verpflichtung von Müller zur Hälfte der Spielzeit resultierte. Auch in der Spielzeit 2008/09 kam er nicht oft zum Einsatz und verließ den KEC im Sommer 2009. Daraufhin wurde er vom REV Bremerhaven unter Vertrag genommen, kam aber nach der Verpflichtung von Edgars Lūsiņš nicht mehr regelmäßig zum Einsatz. Daher wurde sein Vertrag im Dezember 2009 aufgelöst, und Horneber bekam einen Probevertrag beim EC Peiting. Dieser wurde Ende Dezember bis zum Saisonende verlängert. Für die Saison 2010/11 wurde Horneber von den Eispiraten Crimmitschau verpflichtet und mit einer Förderlizenz für die Grizzly Adams Wolfsburg ausgestattet.
In der Saison 2011/12 stand er für den ESV Kaufbeuren im Tor. Parallel macht er in Kaufbeuren eine Ausbildung zum Industriekaufmann.

## DEL-Statistik
(Stand: Ende der Saison 2010/11)